# Цона П. И. П. (Кампобасо)
Цона П. И. П. је насеље у Италији у округу Кампобасо, региону Молизе.
Према процени из 2011. у насељу је живело 5 становника. Насеље се налази на надморској висини од 172 м.